# 家田佳子
家田 佳子（いえだ よしこ、1941年7月12日 - ）は、日本の元女優、元モデルである。本名同じ。

## 来歴・人物
1941年（昭和16年）7月12日、静岡県静岡市に生まれる。
青山学院中等部・高等部に進学する傍ら、舞踊家の貝谷八百子が創設した貝谷バレエ団（現在の貝谷バレエアカデミー）に所属し、4年間舞踊を修得していたが、1957年（昭和32年）5月、同校高等部在学中に実父と懇意だった劇作家の内村直也にスカウトされ、東宝に入社する。同年11月5日に公開された鈴木英夫監督映画『脱獄囚』で池部良と共演し、映画デビューを果たす。以後、同社の新進女優として、ジャンルを問わず多くの作品に脇役、時には準主役として出演した。
1961年（昭和36年）6月、東宝を退社。同年11月、女優の岸恵子の従姉の夫にあたる若槻繁が創設した文芸プロダクションにんじんくらぶに加入する。1962年（昭和37年）10月7日に全国農村映画協会（全農映）によって製作・公開された山本薩夫監督映画『乳房を抱く娘たち』など、主に独立プロダクション製作の映画作品やテレビドラマに出演したほか、雑誌等のモデルとしても活躍した。
ところが、1965年（昭和40年）2月27日に公開された小林正樹監督映画『怪談』に脇役出演したのを最後に、にんじんくらぶは同作の興行不振により同年末に事実上解散・分裂した。同社解散以降の家田の消息はまったく伝えられておらず、福田恆存らによって新たに結成された劇団欅の旗揚げに参加した様子も無い。存命であれば、現在満82歳である。

## 出演作品

### 東宝
特筆以外、全て製作・配給は「東宝」である。
- 脱獄囚（1957年、鈴木英夫監督） - 堀内俊子 ※デビュー作[3][4]
- 遙かなる男（1957年、谷口千吉監督） - 大作の娘・萌子
- 家内安全（1958年、丸林久信監督） - 佐伯忍
- 東京の休日 HOLIDAY IN TOKYO（1958年、山本嘉次郎監督） - ファッションモデルJ
- 美女と液体人間（1958年、本多猪四郎監督） - アベックの女[7]
- 若旦那は三代目（1958年、中村積監督） - 踊子・トミ子
- こだまは呼んでいる（1959年、本多猪四郎監督） - 花嫁
- デン助のワンタン親父とシューマイ娘（1959年、板谷紀之監督） - すみ子 ※東京映画製作
- 女ごころ（1959年、丸山誠治監督） - 笠原
- 僕らの母さん（1959年、板谷紀之監督） - 隣家の長女・藤田朝子 ※東京映画製作
- ある日わたしは（1959年、岡本喜八監督）
- 日本誕生（1959年、稲垣浩監督） - 尾張の娘
- 恐るべき火遊び（1959年、福田純監督） - 光子
- サラリーマン御意見帖 男の一大事（1960年、丸山誠治監督） - 町田早苗
- 黒い画集 あるサラリーマンの証言（1960年、堀川弘通監督） - ハイティーン
- 別離の歌（1960年、瑞穂春海監督） - 由紀の友人2 ※東京映画製作
- 噛みついた若旦那（1960年、青柳信雄監督） - 奥山桃子 ※東京映画製作
- 夜の流れ（1960年、成瀬巳喜男監督）
- 若い狼（1961年、恩地日出夫監督）

### フリーランス
- 乳房を抱く娘たち（1962年、山本薩夫監督） - 節 ※全国農村映画協会製作
- 私はベレット（1964年、大島渚監督） - 妻 ※日本映画監督協会プロダクション製作
- 怪談（1965年、小林正樹監督） - 侍女 ※文芸プロダクションにんじんくらぶ製作

### テレビ映画
- ありちゃんのパパ先生（1959・60年、CX）
- 純愛シリーズ 第31話「花に寄せて」（1962年、TBS）
- 海はそよ風（1962年、NHK）[6]
- 青春の群像（1963年、NTV）
- 波紋（1963年、NHK）
- 黒い炎（1963年、NHK）
- パパと歩こう（1963年、TBS）
- 娘の結婚（NTV）
  - 第7話「父と芋と花と」（1963年）
  - 第24話「愛すればこそ」（1964年）
- 現代家族（1964年、NHK）
- おかあさん 第234話「おふくろの特ダネ」（1964年、TBS）
- 夫婦百景 第323話「五十年目の離婚」（1964年、NTV）
- 夕日と拳銃（1964年、TBS）
- 紅匂う 前編・後編（1964年、NHK）
- 家族会議（1964・65年、NTV）